# Mireia Riera
Mireia Riera Casanovas (Lloret de Mar, 5 de febrero de 1976) es una deportista española que compitió en natación adaptada. Ganó dos medallas en los Juegos Paralímpicos de Atlanta 1996.

## Palmarés internacional
| Juegos Paralímpicos | Juegos Paralímpicos      | Juegos Paralímpicos | Juegos Paralímpicos |
| Año                 | Lugar                    | Medalla             | Prueba              |
| ------------------- | ------------------------ | ------------------- | ------------------- |
| 1996                | Atlanta (Estados Unidos) | Medalla de plata    | 100 m libre S7      |
| 1996                | Atlanta (Estados Unidos) | Medalla de bronce   | 400 m libre S7      |